# Casa Garzón
La casa Garzón es un edificio histórico situado en el municipio español de Córdoba, en la provincia homónima (Andalucía). Se encuentra ubicado en la plaza del Triunfo, en pleno casco histórico.

## Historia
En 1910 el fotógrafo granadino Rafael Garzón se instaló en Córdoba, abriendo una galería fotográfica de carácter turístico. Garzón ya había arrancado su negocio años antes en la Alhambra, logrando un gran éxito que le llevó a abrir nuevas sucursales en otros lugares. La galería cordobesa recibió la denominación de «Casa del Kalifa. Estudio fotográfico Hispano-árabe» y se ubicó en una casa reformada del n.º 127 de la calle Cardenal González, junto a la antigua Mezquita.
Las riendas del negocio las llevó su hijo, Rafael Garzón Herranz. El estudio fotográfico sobrevivió a la muerte del fundador, en 1923, y se mantuvo abierto al menos hasta la Guerra Civil.

## Características
Rafael Garzón había solicitado al Ayuntamiento de Córdoba, en agosto de 1909, la reforma de la fachada de la vivienda ya existente en el n.º 127 de la calle cardenal González —actual Corregidor Luis de la Cerda—. El proyecto corrió a cargo del conocido arquitecto local Adolfo Castiñeyra, que ensayaría en la Casa Garzón lo que se ha venido en denominar «regionalismo neomudéjar».
La reforma confirió a la fachada de una cortina de decoración morisca, con arcos polilobulados y de herradura, así como almenas que imitaban a las de la cercana Mezquita, arquillos en las ventanas, o yeserías y azulejos en las puertas. En el interior, se recreó el bosque de columnas de la Mezquita y una vista de la ciudad junto al Guadalquivir, con el fin de servir como decorado para los retratos. En 1925 se llevó a cabo una nueva reforma de la fachada y de la azotea.